# كوري شابمان
كوري شابمان (بالإنجليزية: Kory Chapman)‏ هو لاعب كرة قدم أمريكية أمريكي، ولد في 13 يوليو 1980.

## وصلات خارجية
- كوري شابمان على موقع مرجع كرة القدم المحترفة.كوم (الإنجليزية)